# Ehrennadel für Fotografie
Die Ehrennadel der Fotografie war eine nichtstaatliche Auszeichnung des Kulturbundes der Deutschen Demokratischen Republik (DDR). 
Ihre Verleihung erfolgte durch die Zentrale Kommission Fotografie in drei Stufen, Bronze, Silber und Gold, für hervorragende Arbeit in dieser Interessengemeinschaft. 
Die runde Medaille mit einem Durchmesser von 25 mm zeigt auf ihrer Vorderseite mittig ein stilisiertes Symbol einer Fotografie. Ein mittiges Quadrat umschlossen von einem auf dem Kopf stehenden Quadrat, welches wiederum ebenfalls von einem Quadrat eingeschlossen ist, das schwarz lackiert ist. Die Symbolik erinnert an einen Fokus. Umschlossen wird das ganze von der Umschrift KULTURBUND DER DDR (oben) ZENTRALE KOMMISSION FOTOGRAFIE (unten), welcher von einem Ring vom Inneren der Medaille getrennt wird. Die Rückseite der Medaille zeigt dagegen eine querverlötete Nadel mit Gegenhaken.

## Preisträger (ergänzen)
- 1975: Evelyn Richter